# Molsberg
Molsberg település Németországban, Rajna-vidék-Pfalz tartományban. Lakosainak száma 451 fő (2023. december 31.).

## Népesség
A település népességének változása:
| Lakosok száma | 407  | 461  | 458  | 464  | 460  | 451  |
|               | 1975 | 2017 | 2019 | 2021 | 2022 | 2023 |